# Calixto Zaldivar
Calixto O. Zaldivar (Pandan, 13 september 1904 - 13 oktober 1979) was een Filipijns politicus en rechter.

## Biografie
Zaldivar werd geboren op 13 september 1904 in Pandan in de Filipijnse provincie Antique. Zijn vader Pedro T. Zaldivar was een justice of peace in zijn geboorteplaats. Hij studeerde rechten aan de University of the Philippines. In 1928 behaalde hij zijn Bachelor-diploma en slaagde bij voor het toelatingsexamen voor de Filipijnse balie (bar exam). Na zijn afstuderen werkte hij van tot 1932 als assistent op het advocatenkantoor van Jose Laurel. Van 1934 tot 1938 was hij gemeenteraadslid van Pandan en aansluitend werd hij gekozen als lid van het Filipijns Huis van Afgevaardigden namens de provincie Antique. Zijn termijn als afgevaardigde eindigde in 1941 abrupt door bezetting door de Japanners tijdens de Tweede Wereldoorlog. Bij het uitbreken van de oorlog werd hij benoemd als assistent-voorzitter van het noodbestuur van de provincie Antique en later diende hij als rechter advocaat in het Filipijnse leger. Hij overleefde het zinken van de Corregidor in de Baai van Manilla als gevolg van een mijn.
Na de oorlog werkte Zaldivar als advocaat en gaf hij les aan diverse rechtenopleidingen in Iloilo. In 1951 werd Zaldivar voor een vierjarige termijn gekozen als gouverneur van de provincie Antique. Na zijn termijn als gouverneur werkte hij opnieuw als advocaat tot hij in januari 1962 werd benoemd als lid van de Reparations Commission. In juli 1963 werd hij benoemd tot assistent van de Executive Secretary (eerste minister), waarna hij is 1963 zelf Executive Secretary werd in het kabinet van president Diosdado Macapagal. In datzelfde jaar werd hij bovendien benoemd tot rechter in het Filipijns hooggerechtshof. Op 12 september 1974 ging Zaldivar met pensioen
Zaldivar overleed op 13 oktober 1979 aan de gevolgen van een hartaanval. Hij was getrouwd met Elena Zaldivar en had samen met haar vijf kinderen.